# Џозеф Конрад
Џозеф Конрад (енгл. Joseph Conrad), право име Јозеф Теодор Конрад Кожењовски (пољ. Józef Teodor Konrad Korzeniowski; Терехове код Бердичива, 3. децембар 1857 - Бишопсберн, 3. август 1924) је био пољски књижевник који је свој стваралачки период у животу провео у Енглеској и писао на енглеском. Држављанство Велике Британије је добио 1886, али је себе одувек сматрао Пољаком. Конрад се сматра једним од највећих новелиста на енглеском језику, иако није говорио течно језик до својих двадесетих (и увек са израженим акцентом), он је био мајстор стилизовања прозе који је донео изразит неенглески сензибилитет у енглеску књижевност. Писао је романе, многе у морском окружењу, који приказују искушења људског духа усред равнодушности свемира. Ипак, море није најважнији елемент у низу његових дела, а нека од њих су и „Ностромо“, „Тајни агент“, „Очима запада“.

## Биографија
Конрад је рођен 3. децембра 1857. године у руској Украјини, у породици пољских земљопоседника, која је учествовала у организовању побуне против руске власти. Конрад је од шесте године живео као избеглица у северној Русији. Рано је остао без мајке, а у 12. години и без оца.
Дечаштво је провео у Кракову, уз романтичну књижевност, и сањарио о поморском животу. У седамнаестој години стигао је у Марсеј, кренуо на прве пловидбе и буран живот по лукама.
А онда је, у 21. години, ступио у британску трговачку морнарицу, положио испите за капетана брода. Капетанску каријеру завршио је у својој 37. години, нагло, због нарушеног здравља.
Једном је рекао:
Никада се нисам одрекао мора у души и срцу. Принуђен сам сада, несвесно принуђен да пишем књигу за књигом, као што сам у минулим годинама био принуђен да се отискујем на море, из путовања у путовање... Не знам који ми се од ова два порива чини тајанственијим и чудеснијим.
Први роман био му је „Алмејерова лудост” (1895). Главни јунак, Европљанин, живи дубоко у унутрашњости Борнеа, са женом Малајкињом, и сања о повратку у Европу...
Најпопуларнији му је „Лорд Џим”, роман посебно омиљен код младих. Ово је прича о морнарским авантурама, али и о моралу, о томе како морални преступ оставља дубоки траг у људској души. Има мишљења да су ту и нека аутобиографска искуства, из краковских ђачких дана.
Ремек-дело, роман „Ностромо”, из 1904. године говори о јунаку који је истовремено преступник, наводећи читаоца на разумевање за онога који је, злоупотребивши поверење, украо сребро дато му на чување за време неке од побуна у Јужној Америци.
Ту су и такозвани политички романи: „Тајни агент”, „Очима Запада”,„Срце таме ”...
Џозеф Конрад умро је 3. августа 1924. године.

## Радови

### Новеле
- Almayer's Folly (1895)
- An Outcast of the Islands (1896)
- The Nigger of the 'Narcissus' (1897)
- Срце таме (1899)
- Lord Jim (1900)
- The Inheritors (with Ford Madox Ford) (1901)
- Typhoon (1902, begun 1899)
- The End of the Tether (written in 1902; collected in Youth, a Narrative and Two Other Stories, 1902)
- Romance (with Ford Madox Ford, 1903)
- Nostromo (1904)
- The Secret Agent (1907)
- Under Western Eyes (1911)
- Chance (1913)
- Victory (1915)
- The Shadow Line (1917)
- The Arrow of Gold (1919)
- The Rescue (1920)
- The Nature of a Crime (1923, with Ford Madox Ford)
- The Rover (1923)
- Suspense: A Napoleonic Novel (1925; unfinished, published posthumously)

### Приче
- "The Black Mate"
- "The Idiots"
- "The Lagoon"
- "An Outpost of Progress"
- "The Return"
- "Karain: A Memory"
- "Youth"
- "Falk"
- "Amy Foster"
- "To-morrow"
- "Gaspar Ruiz"
- "An Anarchist"
- "The Informer"
- "The Brute"
- "The Duel
- "Il Conde"
- "The Secret Sharer"
- "Prince Roman"
- "A Smile of Fortune"
- "Freya of the Seven Isles"
- "The Partner"
- "The Inn of the Two Witches"
- "Because of the Dollars"
- "The Planter of Malata"
- "The Warrior's Soul"
- "The Tale"

### Есеји
- "Autocracy and War" (1905)
- The Mirror of the Sea, 1906
- A Personal Record, 1912
- The First News, 1918
- The Lesson of the Collision: A monograph upon the loss of the "Empress of Ireland", 1919
- The Polish Question, 1919
- The Shock of War, 1919
- Notes on Life and Letters, 1921
- Notes on My Books, 1921
- Last Essays, edited by Richard Curle, 1926
- Conrad, Joseph (1978). The Congo Diary and Other Uncollected Pieces. Doubleday. ISBN 978-0-385-00771-9.. edited by Zdzisław Najder.